# تنتردون، استرالیای غربی
تنتردون (به انگلیسی: Tenterden) یک منطقهٔ مسکونی در استرالیا است که در استرالیای غربی واقع شده‌است.